# José María Troya Linero
José María Troya Linero (Olvera, Cádiz, 26 de noviembre de 1952 - Málaga, 6 de abril de 2016) se licenció en Ciencias Físicas en la especialidad de Cálculo Automático por la Universidad Complutense de Madrid en 1974, doctorándose por la misma universidad en 1980.  En dicha universidad ocupó diversos puestos y fue profesor titular del Dpto. de Informática y Automática en la Facultad de Ciencias Físicas (1984-1988). En 1989 se incorporó a la Universidad de Málaga, donde desempeñó su actividad profesional hasta el momento de su fallecimiento. En esta universidad creó el Grupo de Ingeniería del Software (GISUM), convirtiéndose éste en el más grande de dicha institución y uno de los más representativos a nivel nacional. Su labor investigadora estuvo ligada a la Ingeniería de Software y los Sistemas Distribuidos. En el año 2009 fue uno de los cofundadores de la empresa Software for Critical Systems (Softcrits) de la que también fue presidente.

## Creación de GISUM
En 1989 se incorporó a la Universidad de Málaga como catedrático del área de Lenguajes y Sistemas Informáticos en la Escuela Técnica Superior de Ingeniería Informática donde creó el Grupo de Ingeniería del Software (GISUM) del que siempre fue responsable. GISUM ha sido reconocido como uno de los grupos de investigación de referencia en Ingeniería del Software en España. En la actualidad es un grupo multidisciplinar, compuesto por subgrupos especializados en diferentes áreas (seguridad, computación en la nube, comunicaciones móviles, big data, sistemas empotrados, algoritmos de optimización, sistemas basados en aspectos, ...) y que destaca por su proyección internacional y su capacidad de transferencia de tecnología.

## Trayectoria investigadora
Su trayectoria investigadora ha estado principalmente ligada a la Ingeniería de Software y los Sistemas Distribuidos, aunque realizó aportaciones relevantes en otras áreas de la informática (algoritmia, seguridad, comunicaciones móviles, ...). Sus primeros trabajos se centraron en el área de la implementación paralela y distribuida de algoritmos para centrarse posteriormente en aspectos más relacionados con los lenguajes, tecnologías de programación e ingeniería del software para este tipo de sistemas. Fue uno de los precursores de la programación declarativa en España y promotor de algunos de los eventos más relevantes relacionados con la investigación y docencia en Informática a nivel nacional (JISBD, CEDI, ...). Es autor de más de 80 artículos en revistas internacionales indexadas, y ha realizado más de 300 ponencias en congresos internacionales, la mayor parte de ellas publicadas como artículos de las actas o como capítulos de libro. Gran parte de estas publicaciones está disponibles en formato electrónico a través de sus perfiles académicos en Google Scholar y en DBLP.
Formó parte como investigador de más de veinte proyectos de investigación (muchos de ellos europeos), siendo investigador principal en la mayor parte de ellos. Dirigió cerca de 30 tesis doctorales y sus discípulos académicos se encuentran distribuidos por toda España.

## Gestión universitaria
En el ámbito de la gestión Universitaria ocupó distintos cargos tanto a nivel local, en la Universidad de Málaga, como a nivel nacional. Entre sus cargos en la Universidad de Málaga destacan los de director del Departamento de Lenguajes y Ciencias de la Computación (1989-1998), director general de Campus e Infraestructuras (1998-2003), director de la Escuela Técnica Superior de Ingeniería Informática (2004-2012) y Director del Centro de Investigación Ada Byron (2012-2016). A nivel nacional fue Gestor del Programa Nacional en Tecnologías Informáticas del Plan Nacional de I+D (2004-2006) y coordinador de la comisión de seguimiento del programa TIC de la FECYT (2005-2007).

## Transferencia tecnológica
También ha destacado por sus actividades de transferencia tecnológica, habiendo sido investigador principal en más de cuarenta proyectos en temáticas tan diversas como los sistemas críticos (sector nuclear y aeronáutico), la seguridad informática o la gestión medioambiental. En el ámbito de estas actividades ha formado parte de diversos consejos consultivos en organizaciones como la Corporación Tecnológica de Andalucía o CETaqua Andalucía y fue socio fundador de la spin-off Softcrits (Software for Critical Systems) de la que también era presidente. 

## Premios
A lo largo de su trayectoria profesional recibió distintos premios y distinciones, entre los que destacan:
- Premio de la Fundación CITEMA a tesis doctorales en Informática. Madrid, 1981.
- Premio Día de Andalucía a la labor investigadora. Delegación del Gobierno. Junta de Andalucía, Málaga. 2008.[8]
- Premio SISTEDES por aportación a las Tecnologías de Desarrollo del Software. 2009.
- Premio Ciudad de Málaga a la Innovación y Nuevas Tecnologías, Ayuntamiento de Málaga.[9] 2010.
- Premio Nacional de Informática. Premio Aritmel de la Sociedad Científica Informática de España.[10][11] 2012.